# Bästa (album av Cornelis Vreeswijk)
Bästa är ett samlingsalbum med Cornelis Vreeswijk och utgivet 2003. Skivan innehåller det bästa från hans karriär mellan 1964 och 1987. Låtarna är producerade av Anders Burman, Göte Wilhelmson och Ole A. Sörli. På skivan medverkar kända svenska musiker som Rune Gustafsson, Jojje Wadenius, Janne Schaffer, Tommy Borgudd, Johan Dielemans, Bosse Häggström, Björn J:son Lindh, Knud Jørgensen, Jan Johansson, Georg Riedel med flera.

## Låtlista
Alla låtar är skrivna av Cornelis Vreeswijk om inget annat anges.

### CD 1
1. "Turistens klagan" – 3:16
2. "Brev från kolonien" (Musik: Amilcare Ponchielli – svensk text: C. Vreeswijk) – 2:24
3. "Ångbåtsblues" – 2:57
4. "Jag hade en gång en båt" (Trad. – svensk text: C. Vreeswijk) – 2:59
  - Originaltitel: "Sloop John B"
  - Duett med Ann-Louise Hanson.
5. "Balladen om Herr Fredrik Åkare och den söta Fröken Cecilia Lind" (Musik: Trad. – text: C. Vreeswijk) – 2:54
6. "Deirdres samba" (Chico Buarque de Hollanda – svensk text: C. Vreeswijk) – 3:01
  - Originaltitel: "Quem te viu, quem te ve"
7. "Veronica" – 3:04
8. "Somliga går med trasiga skor" – 3:01
9. "Felicia – adjö" – 2:37
10. "Polaren Per är kärlekskrank" – 2:27
11. "Får jag presentera Fiffiga Nanette?" – 1:54
12. "Cool Water – På den Gyldene Freden" (Text: C. Vreeswijk – musik: Björn J:son Lindh) – 3:00
13. "Sonja och Siw" (Text: C. Vreeswijk – musik: Jojje Wadenius) – 2:54
14. "Hönan Agda" – 2:44
15. "Nudistpolka" (Evert Taube) – 2:23
16. "Sjuttonde balladen" (E. Taube) – 3:07
17. "Första vackra dan i maj" (Text: Annie M.G. Schmidt; musik: Harry Bannink – svensk text: C. Vreeswijk) – 2:38
  - Originaltitel: "Op Een Mooie Pinksterdag"
18. "I natt jag drömde något som" (Ed McCurdy – svensk text: C. Vreeswijk) – 2:00
  - Originaltitel: "Last Night I Had The Strangest Dream"
  - Med Ann-Louise Hanson och Fred Åkerström.
19. "Fredmans Epistel no 81 – Märk hur vår skugga" (Carl Michael Bellman) – 3:31
20. "En fattig trubadur" (Text: Arne Pärson – musik: Alvar Kraft) – 3:28
21. "Sommarkort (En stund på jorden)" (Peter R. Ericson) – 3:31

### CD 2
1. "Personliga Person" – 1:55
2. "Getinghonung Provençale" – 4:32
3. "Saskia" – 4:33
4. "Om jag vore arbetslös" (Tim Hardin – svensk text: C. Vreeswijk) – 2:17
  - Originaltitel: "If I Were A Carpenter"
5. "Dekadans" – 2:20
6. "Den falska flickan" – 3:11
7. "Blues för Inga-Maj" – 2:51
8. "Grimasch om morgonen" – 2:04
9. "Ingrid Dardels polska" (E. Taube) – 1:41
10. "Vals i Valparaiso" (E. Taube) – 3:13
11. "Dansen på Sunnanö" (E. Taube) – 3:46
12. "Den glade bagarn i San Remo" (E. Taube) – 2:48
13. "Hajar'u de då Jack?" – 2:25
14. "Morbror Frans" – 1:54
15. "Bibbis visa" – 1:24
16. "Telegram för en bombad by" – 1:18
17. "Balladen om flykten" (Tom Paxton – svensk text: C. Vreeswijk) – 3:39
  - Originaltitel: "My Ramblin' Boy"
18. "Jultomten är faktiskt död" – 2:00
19. "Polaren Per hos det sociala" – 3:37
20. "Fredmans Epistel no 68 – Movitz i afton står baln" (C. M. Bellman – textbearbetning: C. Vreeswijk) – 2:35
21. "Fredmans Epistel no 71 – Ulla min Ulla säg får jag dig bjuda" (C. M. Bellman – textbearbetning: C. Vreeswijk) – 3:57

## Arrangemang
- Cornelis Vreeswijk (CD 1: 5, 19)
- Björn J:son Lindh & Cornelis Vreeswijk (CD 2: 20, 21)

## Producenter
- Anders Burman (CD 1: 2-19; CD 2: 1, 3-18)
- Ole A. Sörli - (CD 1: 1)
- Göte Wilhelmson - (CD 1: 20; CD 2: 2, 19-21)

## Skivor som låtarna finns på
- 1964 – EP (CD 2: 6)
- 1965 – Visor och oförskämdheter (CD 1: 2, 18)
- 1965 – Ballader och grimascher (CD 2: 5, 8, 18)
- 1966 – Grimascher och telegram (CD 1: 3-5, 10, 11; CD 2: 16)
- 1967 – Singel (CD 2: 4, 17)
- 1968 – Tio vackra visor och Personliga Person (CD 1: 6-9; CD 2: 1, 3, 15)
- 1969 – Cornelis sjunger Taube (CD 1: 15, 16; CD 2: 9-12)
- 1969 – Singel (CD 1: 14)
- 1970 – Poem, ballader och lite blues (CD 1: 12, 13, 19; CD 2: 7, 13, 14)
- 1971 – Spring mot Ulla, spring! Cornelis sjunger Bellman (CD 2: 20, 21)
- 1971 – Singel (CD 1: 20)
- 1974 – Getinghonung (CD 2: 2, 19)
- 1978 – Felicias svenska suite (CD 1: 1)
- 1987 – Eldorado. Äventyret fortsätter... (CD 1: 21)